# A Protegida de Maria
A Protegida de Maria (em alemão: Marienkind) ou A protegida de Nossa Senhora é um conto de fadas alemão compilado pelos Irmãos Grimm. É o conto número 3 (KHM 3) da coletânea. A história foi publicada na primeira edição de Contos de Grimm (em alemão, Kinder- und Hausmärchen, literalmente Contos infantis e domésticos) em 1812, sendo apenas ligeiramente modificada nas sucessivas edições. Sua fonte foi Gretchen Wild (1787–1819). O tema da porta proibida ocorre também em As Mil e Uma Noites.

## Enredo
Um pobre lenhador e sua esposa tinham uma filha de três anos de idade e não conseguiam alimentá-la. A Virgem Maria apareceu para o lenhador e prometeu cuidar da criança, então ele a entregou para ela. A criança cresceu feliz no céu. Um dia a Virgem teve que ir em uma viagem e deu as chaves à menina, dizendo que ela poderia abrir doze portas, mas não a décima terceira. Ela abriu as doze primeiras e encontrou os doze Apóstolos por trás delas. Então ela abriu a décima terceira porta. Atrás dela estava a Santíssima Trindade, e seu dedo ficou manchada com ouro. Ela tentou escondê-lo, mentindo três vezes, de modo que a Virgem Maria disse que ela não poderia mais permanecer por sua desobediência e mentira.
Ela adormeceu e acordou na floresta. Lamentando sua infelicidade, ela se abrigara em uma árvore oca, comia plantas selvagens, e rasgou toda a roupa até que ficou nua. Um dia, um rei a encontrou e achou-a belíssima, mas incapaz de falar. Ele a levou para seu castelo e casou-se com ela.
Um ano depois, ela teve um filho. A Virgem Maria apareceu e exigiu que ela confessasse ter aberto a porta. Ela mentiu novamente, e a Virgem Maria levou seu filho, ficando o povo a murmurar que ela havia matado e comido o menino. Em outro ano, ela teve outro filho, e foi como antes. No terceiro ano, depois de ter uma filha, a Virgem Maria levou-a para o céu e mostrou-lhe seus filhos, mas ela não quis confessar. Desta vez, o rei não pôde conter seus conselheiros, e a rainha foi condenada à morte. Quando foi trazida para o fogueira, ela cedeu e desejou poder confessar-se antes de morrer. A Virgem Maria trouxe de volta seus filhos, restaurou a habilidade de falar e concedeu felicidade pelo resto de sua vida.